# L'Indic (film, 1963)
Pour les articles homonymes, voir L'Indic (homonymie).
L'Indic (titre original : The Informers) est un film britannique réalisé par Ken Annakin, sorti en 1963.

## Fiche technique
- Titre français : L'Indic
- Titre original : The Informers
- Réalisation : Ken Annakin
- Scénario : Paul Durst, Alun Falconer d'après le roman de Douglas Warner Death of a Snout
- Musique : Clifton Parker
- Production : William MacQuitty, Earl St. John
- Film britannique en noir et blanc
- Durée : 105 minutes
- Genre : Film policier
- Dates de sortie 
  -  Royaume-Uni 12 novembre 1963
  -  France 29 janvier 1964
  -  Pays-Bas 6 février 1964
  -  Suède 30 mars 1964
  -  Espagne 16 juillet 1964
  -  Danemark 19 octobre 1964
  -  États-Unis 13 octobre 1965
- Affiche : Jean Mascii (France)

## Distribution
- Nigel Patrick : Inspecteur chef John Edward Johnnoe
- Margaret Whiting : Maisie Barton
- Katherine Woodville : Mary Johnnoe
- Colin Blakely  : Charlie Ruskin
- Derren Nesbitt : Bertie Hoyle
- Harry Andrews : Alec Bestwick
- Michael Coles : Ben
- John Cowley : Jim Ruskin
- Allan Cuthbertson : Smythe
- Frank Finlay : Leon Sale
- Ronald Hines : Geoff Lewis
- Roy Kinnear : Shorty
- Peter Prowse : Mick Lonergan
- George Sewell : Fred Hill
- Kenneth J. Warren : Lou Waites
- Brian Wilde : Lipson
- Donal Donnelly : Tommy « the Trotter »